# Acrogenius tinctus
Acrogenius tinctus là một loài bọ cánh cứng trong họ Cerambycidae.